# Tiziana Terranova

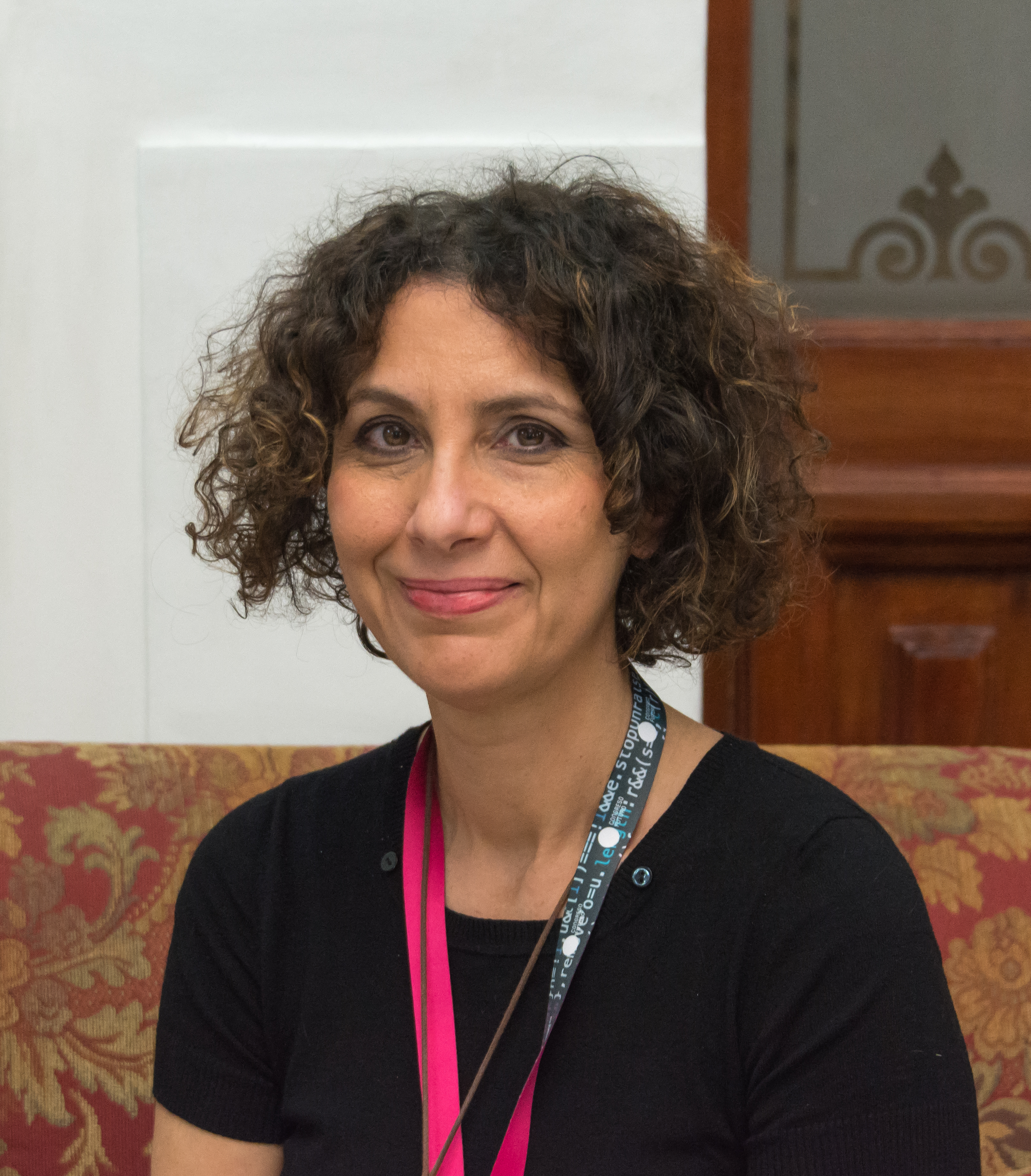
Tiziana Terranova (2019)

Tiziana Terranova (* 14. Februar 1967 in Italien) ist eine Theoretikerin und Aktivistin, deren Arbeit sich auf die Auswirkungen von Informationstechnologien in der Gesellschaft durch Konzepte, wie digitale Arbeit und gemeinsame Güter konzentriert, und als Autorin von Netzwerkkultur-Politik für das Informationszeitalter sowie zahlreicher Aufsätze und als Teilnehmerin an Konferenzen bekannt.
Sie ist Professorin und Forscherin für Kultur, digitale Medien und Politik am Institut für Human- und Sozialwissenschaften der Universität Neapel L’Orientale. Sie ist Mitglied des freien Universitätsnetzwerks Euronomade und der Robin Hood Minor Asset Management Cooperative.

## Leben und Werk

### Theorien
Der vielleicht bekannteste Teil von Terranovas Arbeit ist die Anfang 2000 formulierte These, dass unbezahlte Arbeit der Nutzer die Quelle des wirtschaftlichen Wertes in der digitalen Wirtschaft darstellt. Das Konzept der freien Arbeit oder Freie Arbeit wurzelt in italienischen Werttheorien der Arbeit und der Autonomie, wie dem erneuten Lesen von Paolo Virno von Marx’ Idee des intellektuellen Generals, der Theorie der sozialen Fabrik von Antonio Negri und dem Konzept von Maurizio Lazzarato der immateriellen Arbeit.
Freie Arbeit kann im doppelten Sinne des Ausdrucks in englischer Freizügigkeit verstanden werden: in dem Sinne, dass Arbeitnehmer diese freiwillig anbieten und in dem Sinne, dass sie von den Leistungsempfängern (wie Social-Media-Unternehmen) nicht vergütet werden. Als solche ist freie Arbeit nur die extremste Form der Sozialarbeit, die nur wenig oder gar keinen finanziellen Ausgleich erhält. Terranova beschreibt die Universität beispielsweise als „diffuse Fabrik“: „Ein offenes System, das sich dem breiteren Feld sozialisierter, eventueller und schlecht bezahlter Arbeitskräfte öffnet.“ In diesem Sinne betrachtet Terranova freie Arbeit als strukturell im späten Kapitalismus.
In der digitalen Wirtschaft ist freie Arbeit nicht auf die einer bestimmten Klasse von „Wissensarbeitern“ beschränkt, sondern bezieht sich im Allgemeinen auf kollektive Arbeit der Wissensproduktion. Es handelt sich um ein Konzept, das dem der „kollektiven Intelligenz“ entspricht und sich beispielsweise im Internet durch das Schreiben, Lesen, Verwalten und Teilnehmen an Online-Communities am Beispiel der aktualisierten Mailinglisten, Chats und Websites manifestiert von Benutzern In diesem Sinne zählt es nicht nur zur geistigen Arbeit kreativer Werke, sondern auch zu einem breiten Spektrum kultureller und emotionaler Arbeiten, deren Wert in der digitalen Wirtschaft vom Kapital erfasst wird. Von der großen Menge an Arbeit, die für die Aufrechterhaltung des Internets erforderlich ist, zahlt die überwiegende Mehrheit nicht und nur ein kleiner Teil wird durch die Logik des Risikokapitals überkompensiert.
Terranova argumentiert jedoch, dass freie Arbeit nicht unbedingt ausgebeutete Arbeit ist, da sie häufig im Rahmen eines Austauschs zwischen Menschen ausgeführt wird. Ihre Vorstellung von „freier Arbeit“ umfasst dann sowohl ausgebeutete als auch ungenutzte Gemeinschaftsarbeit. Für Terranova impliziert dieses Konzept der Arbeit auch die Ablehnung der Identifikation von Arbeit mit bezahlter Beschäftigung.
Ein weiterer grundlegender Aspekt ihrer Theorie ist die Bedeutung des Internets im Spätkapitalismus. Das Internet wäre weder ein Bruch des Kapitalismus noch eine bloße Kontinuität. Für Terranova bedeutet dies eine Intensivierung des Kapitalismus im Rahmen einer umfassenderen wirtschaftlichen und kulturellen Logik.
Terranova argumentiert auch, dass nicht hierarchische, frei zugängliche, freie Assoziierungs- und gemeinnützige P2P-Netzwerke eine mit dem Anarchokommunismus kompatible Form von Märkten bieten können.

## Schriften
- Network Culture. Politics for the Information Age. Pluto Press, London 2004.
  - auf Deutsch: Netzwerk-Kultur. Politik im Informations-Zeitalter

### Essays und Vorträge
- Free Labor: Producing Culture for the Digital Economy[1] – Sommer 2000.[2]
- Failure to comply. Bioart, security and the market[3] – Transversal, Juni 2007.
- Netwar 2.0: the convergence of streets and networks[4] – Le Monde diplomatique, März 2012.
- Attention, Economy and the Brain[5] – Culture Machine, Vol 13 (2012).
- Red Stack Attack[6] – Effimera, Februar 2014.
- Keynote: Capture All Work[7] – 29. Januar 2015.